# Pseudogalepsus inermis
Pseudogalepsus inermis är en bönsyrseart som beskrevs av Giglio-tos 1911. Pseudogalepsus inermis ingår i släktet Pseudogalepsus och familjen Tarachodidae. Inga underarter finns listade i Catalogue of Life.